# Trinectes paulistanus
Trinectes paulistanus is een straalvinnige vissensoort uit de familie van Amerikaanse tongen (Achiridae). De wetenschappelijke naam van de soort is voor het eerst geldig gepubliceerd in 1915 door Miranda Ribeiro.